# Rhaphidophora peeploides
Rhaphidophora peeploides — вид квіткових рослин із родини Araceae, роду Rhaphidophora. Це ліана, рідним ареалом якої є Малезія (Борнео?, Сулавесі?).